# Ampelio Sartor
Ampelio Sartor (Montebelluna, 28 maggio 1921 – 30 giugno 2000) è stato un canottiere italiano naturalizzato francese.

## Biografia
Nato nel 1921 in Italia, a Montebelluna, in provincia di Treviso, ed emigrato in seguito in Francia, è fratello di Aristide Sartor, canottiere come lui.
A 27 anni ha partecipato ai Giochi olimpici di Londra 1948, nel due con, con il fratello Aristide e il timoniere Roger Crezen, passando le batterie davanti alla Grecia con il tempo di 8'01"7, ma uscendo in semifinale contro la Danimarca, poi oro, in 8'14"9.